# As Maluquices do Imperador

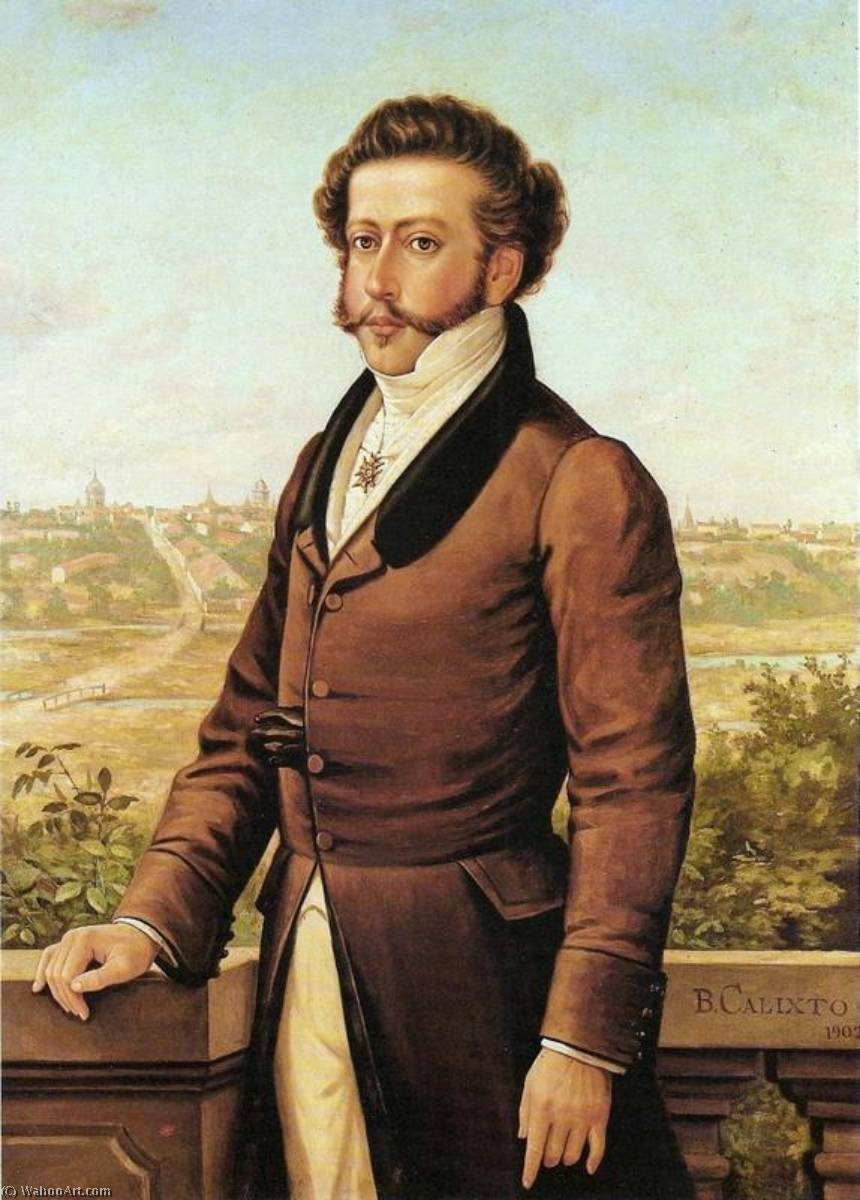
Retrato de D. Pedro I. Ao fundo, vemos a cidade de São Paulo. Calixto, Benedito (1902)

As Maluquices do Imperador é um romance histórico escrito por Paulo Setúbal em 1927. No livro, encontramos a história do Primeiro Imperador do Brasil, d. Pedro I, recheada de humor e sarcasmo. Como contado na introdução da edição publicada pelo Clube do Livro, "A nossa literatura exalta em Paulo Setúbal o criador do romance histórico brasileiro. (...) o imortal escritor brasileiro, entrelaçando acontecimentos, desnuda a figura, a alma e o caráter de D. Pedro I, colocando-o dentro de seu tempo, sem omitir ou esconder nada (...)"
Já na introdução, o autor revela as fontes de inspiração do seu trabalho: "(...) Serviram-me de fontes, entre muitos outros: Melo Morais, (...), H. Raffard ("Pessoas e Coisas do Brasil") A. Augusto de Aguiar ("Vida do Marquês de Barbacena") (...)"
Sendo uma obra de Domínio Público podemos encontra-la para download, como por exemplo no Portal Domínio Público do Governo Federal do Brasil.

## Resumo do Livro
O primeiro capítulo começa com a chegada da nau Príncipe Real, trazendo a família real: Maria I
, a louca, que vem gritando durante toda a viagem, D. Carlota Joaquina o príncipe regente D. João VI e os Infantes, filhos do príncipe.
A partir dai, ao desenrolar dos acontecimentos históricos do nosso país, mergulhamos mais profundamente na intrincada vida pessoal de um dos ocupantes da nau, o futuro  D. Pedro I: a bailarina do teatro S. João, Maria Leopoldina de Áustria, o João Pinto, o Chalaça o marquês de Barbacena, entre outros. Todos esses personagens uns mais outros menos conhecidos, realmente existiram e ajudaram a moldar o destino de nosso país.
São apresentados ao leitor episódios cômicos e até heróicos, como a resistência ao cerco do Porto, fato que possibilitou a ascendência ao trono de sua filha mais velha, Maria da Glória, ou Maria II de Portugal.